# Prima răscoală de la Tărnovo
Prima răscoală de la Tărnovo a fost o răscoală a bulgarilor împotriva Imperiului Otoman în 1598, în timpul Războiului celui Lung.

## Context istoric
Sfârșitul secolului al XVI-lea în istoria teritoriilor bulgare a fost marcat de prosperitate, creștere demografică și înflorire socio-economică. A contribuit la această situație așa-numitul Schimb Columbian, care a adus introducerea de noi culturi agricole în viața populației. Acest secol este adesea numit Secolul Magnific. Nu au existat răscoale anti-otomane semnificative în acest secol, în afară de câteva mici nemulțumiri locale.

## Context ideologic
După capturarea Constantinopolului de către otomani, a început o nouă eră în istoria europeană. Acest eveniment istoric a lăsat o impresie devastatoare asupra omului medieval de la acea vreme pe continentul european. Frica de turci⁠(d) a cuprins aproape toată Europa și, între 1480 și 1610, au fost tipărite de două ori mai multe cărți despre amenințarea turcească la adresa Europei decât despre descoperirea Lumii Noi.
Secolul al XVI-lea a fost secolul apariției noului stat rus ca putere europeană și începutul cuceririi Siberiei de către acestea. Pe vremea lui Ivan cel Groaznic a fost proclamată Țaratul Rusiei. Acesta și-a extras legitimitatea din conceptul de Noua Romă, adaptat prin revendicarea titlului de a Treia Romă pentru Moscova. În dobândirea acestei legitimități, a jucat un rol important un descendent al vechilor dinastii bizantine, precum și al Asăneștilor, Mihail Cantacuzino Șaitanoglu, arhonte al Constantinopolului, un puternic funcționar otoman, care putea obține numiri și destituiri de patriarhi ecumenici. În cele din urmă, odată cu recunoașterea statutului de patriarhie pentru Biserica Ortodoxă Rusă de către Sfântul Sinod al Patriarhiei Ecumenice din 1589, acest proces s-a încheiat, în ciuda vremurilor tulburi cu care se confruntase Rusia între timp. Pe teritoriile bulgărești, acest proces se reflectă în folclor prin legenda bunicului Ivan⁠(d). Statul rus primește literatură laică și ecleziastică de la bulgari, deși bulgarii își pierduseră de mult Regatul.
Voievodul muntean Mihai Viteazul a fost personal nominalizat și făcut domn al Țării Românești prin influența fiului lui Șaitanoglu — Andronic Cantacuzino — care se afla în fruntea uneia dintre cele două partide de la Constantinopol.

## Evenimentele
După asasinarea marelui vizir Sokollu Mehmed Paşa și în timpul domniei sultanului Murad al III-lea, corupția s-a răspândit mult în cercurile de putere otomane. Mita și traficul de influență au devenit norma la Constantinopol și în funcționarea Imperiului Otoman în general. Toate aceste fenomene sociale, combinate cu rolul sporit al instituției Valide Sultan, au provocat nemulțumirea populară generală în Balcani și mai ales în rândul bulgarilor.
La marginea imperiului au izbucnit o serie întreagă de răscoale antiotomane, înainte ca cea bulgară să izbucnească în emblematicul centru al societății bulgărești de pe vremea celui de al Doilea Țarat: răscoala din Banat, răscoala din Himara⁠(d) și cea din Herțegovina. În martie 1595, 2.000 de haiduci (bulgari și rasci⁠(d), conform rapoartelor) au atacat Sofia, care era capitala Rumeliei otomane. În vara anului 1596, în Bulgaria de Nord a fost înființată o organizație secretă cu ramificații extinse. Conducătorii ei au răspândit pe scară largă în rândul populației propagandă prin care îi îndemna să se ridice la luptă contra otomanilor.
Motivul imediat al izbucnirii Primei Răscoale de la Tărnovo a fost campania de succes a domnitorului muntean Mihai Viteazul la sud de Dunăre la 10/20 septembrie 1598, mulți bulgari profitând de eșecurile otomane și demarând acțiuni în sprijinul aliaților creștini. Jurământul a fost pregătit în prealabil și cu grijă și la el au participat 4 episcopi din Tărnovo, Șumen, Loveci și Plovdiv, 12 preoți din Tărnovo și alți 18 laici de seamă și notabili locali. Puțin mai târziu, alți 23 de preoți și 40 de lideri laici au depus jurământ de luptă. Toți au jurat pe Evanghelie într-o biserică din Tărnovo — pentru succesul cauzei comune. Răscoala a fost condusă de un triumvirat format din Todor Balina⁠(d) (negustor din Nikopole), arhiepiscopul de Tărnovo Dionisie Rali și negustorul ragusan Pavel Đorđevic (cu sprijinul concetățenilor săi, frații Sorkocevic) împreună cu un presupus urmaș al ultimului țar bulgar, Șișman al IV-lea⁠(d). La începutul anului 1597, cei trei conducători și conspiratori l-au vizitat pe împăratul Rudolf al II-lea la Praga.
Semnalul pentru începutul răscoalei a fost invazia lui Mihai Viteazul la sud de Dunăre, lângă Nikopol, la 10/20 septembrie 1598. Aproape 16.000 de bulgari au fost mutați în Țara Românească după ce au fost răpiți din locurile natale. Cronologia evenimentelor exacte ale răscoalei este controversată, dar este cert că eșecul acesteia s-a datorat în principal neîncrederii dintre insurgenți și domnitorul muntean. La apogeul răscoalei, aproximativ 12.000 de oameni s-au adunat la Tărnovo, dar deja în același an revolta a fost înăbușită de armata otomană. După înfrângerea răscoalei, aproximativ 50.000 de familii bulgare au căutat salvarea la nord de Dunăre, în principal în Țara Românească, ceea ce a avut în general un impact extrem de nefavorabil atât asupra teritoriului bulgar, cât și asupra economiei acestuia.

## Evenimente ulterioare
În ciuda masacrului, acțiunile insurgenților au continuat cu o altă răscoală antiotomană în Tesalia⁠(d) și s-au încheiat cu Răscoala din Ioannina⁠(d).